# Pastýřský klobouk

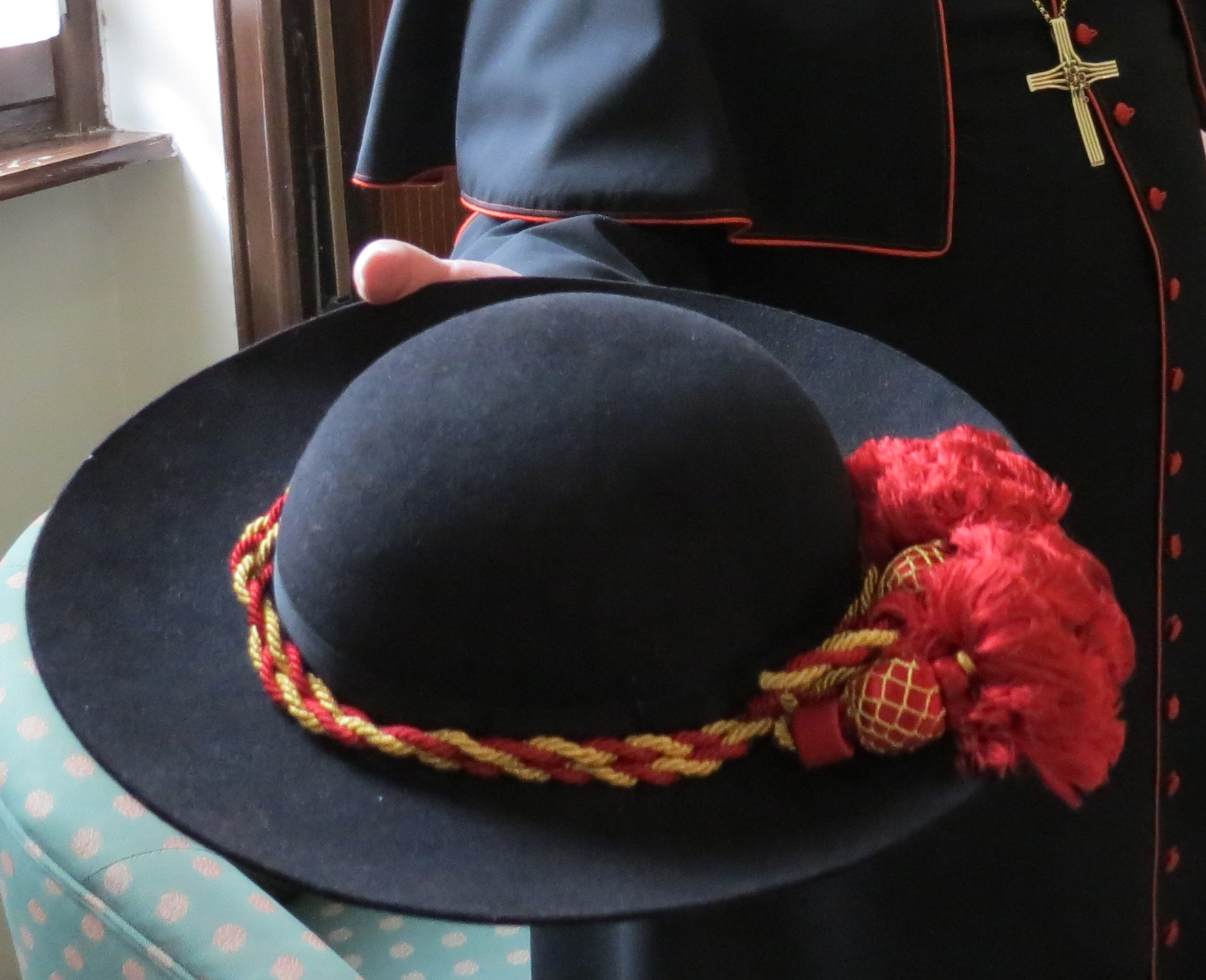
Kardinálské Saturno Dominika Duky

Pastýřský klobouk (italsky nazývaný Saturno či Cappello romano, česky Římský klobouk), je pokrývka hlavy používaná v katolické církvi kněžími společně v kombinaci s klerikou.

## Použití
Neužívá se v liturgii, ale jako součást společenského oděvu. Italské slovo Saturno skutečně vyjadřuje podobu s planetou Saturn se svými prstenci, který připomíná tento klobouk kulatého tvaru se širokým okrajem. Do II. vatikánského koncilu se jednalo o povinnou součást společenského oděvu katolického kněze, po II. vatikánském koncilu je to součást volitelná.

## Barevnost a typy

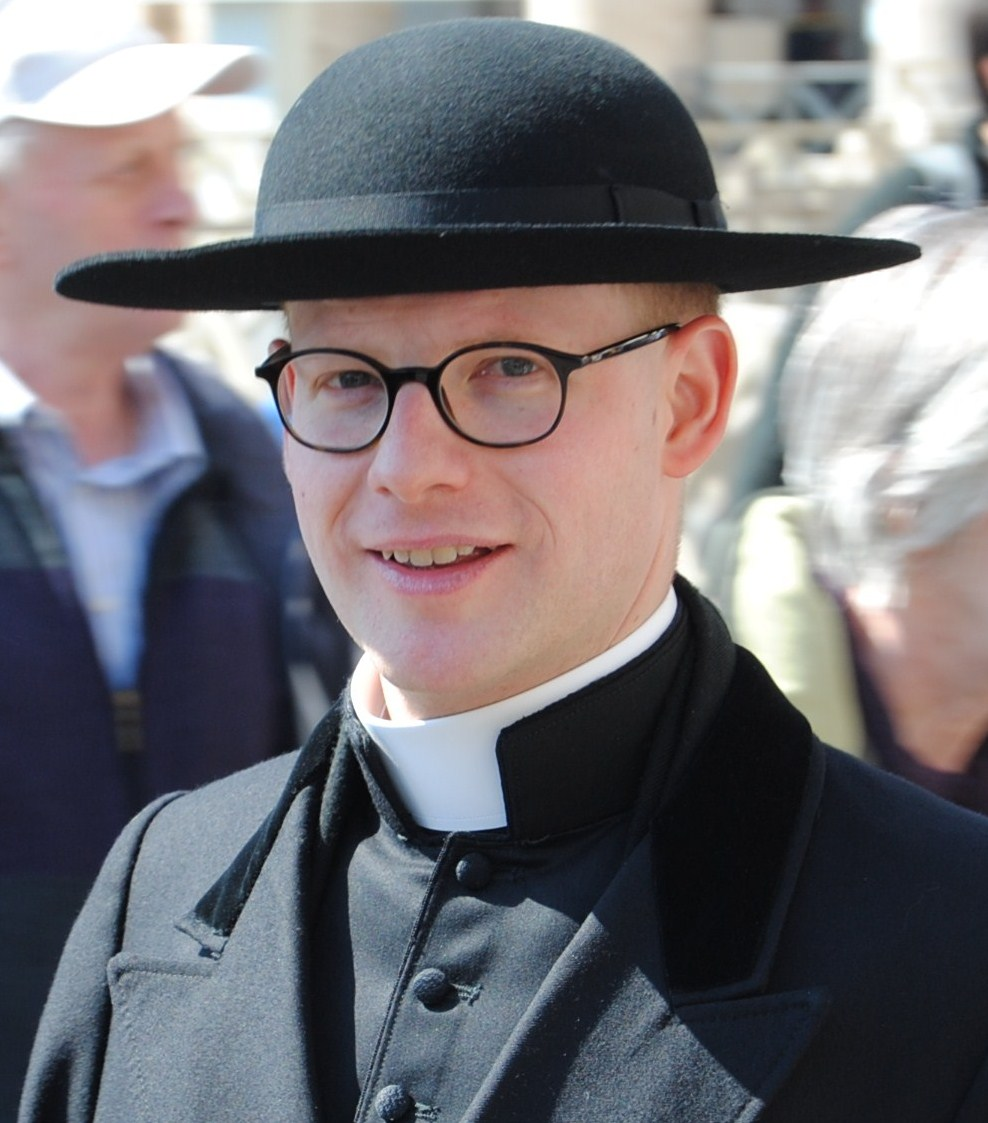
Bohoslovec se Saturnem

Základní barva pastýřského klobouku je černá. Další používané barvy jsou bílá, zelená nebo červená.
Podle použitého materiálu lze rozeznat Saturna:
- plstěná (nejtradičnější)
- filcová (nejpoužívanější)
- slaměná (v bílé barvě, ale existují i černé slaměné klobouky).

## Hodnostní označení osob podle pastýřského klobouku
Jak barva, tak i použití určitých symbolů na klobouku udává rozlišení stupně duchovní hodnosti.
Šňůra:
- černá – kněz ve vyšší funkci, počet střapců vyjadřuje hodnost
- fialová – prelát
- zelená – biskup
- zeleno-zlatá – arcibiskup
- červená nebo červeno-zlatá – kardinál nebo papež

## Nejslavnostnější varianta klobouku

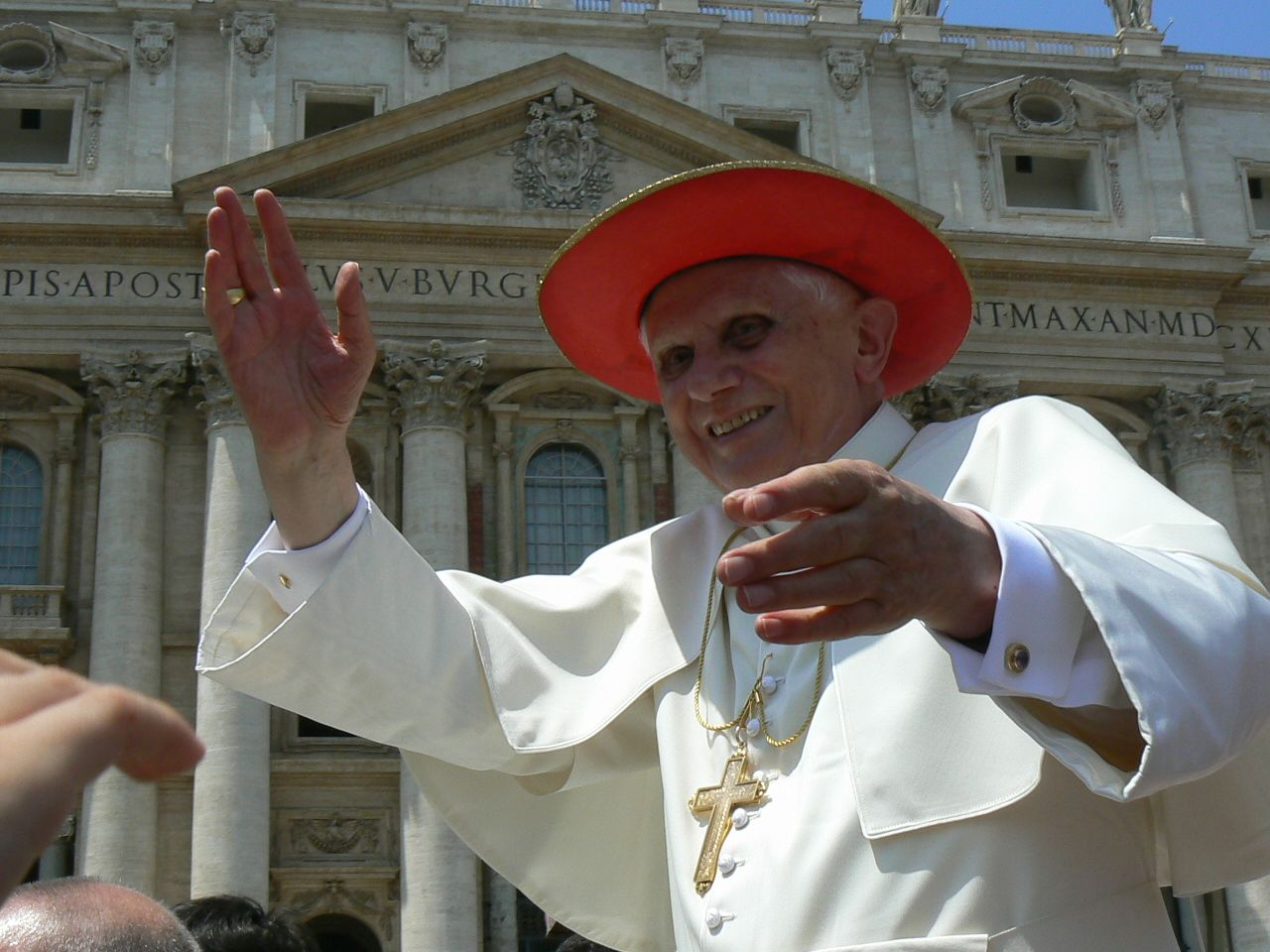
Benedikt XVI. v roce 2007.

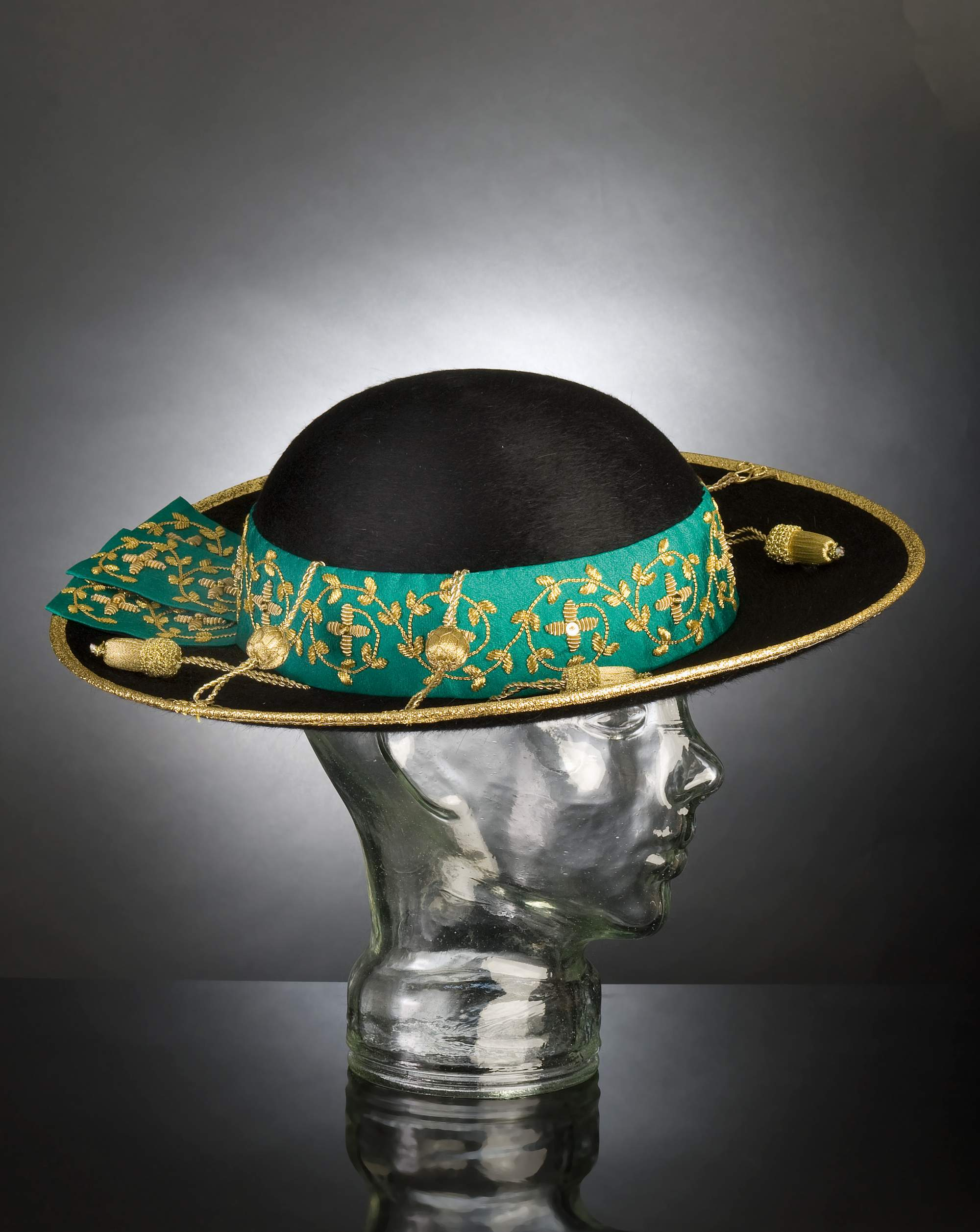
Slavnostní arcibiskupské Saturno

Černý klobouk se zeleno-zlatým lemováním a zlatými ornamenty používají arcibiskupové. Stejný typ, ale s červeno-zlatým lemováním používají kardinálové.
Papežský pastýřský klobouk je celý v červené barvě se zlatým lemem a ozdobený šňůrami se zlatými ornamenty. Od doby papeže Pavla VI. je celočervený klobouk vyhrazen pouze pro papeže.
Nejedná se o již opuštěnou tradici, protože červený pastýřský klobouk ozdobený zlatem nosil papež Jan Pavel II. a používal ho i Benedikt XVI. při slavnostních neliturgických setkáních pod širým nebem (zvláště bylo-li slunečno).

## Galero

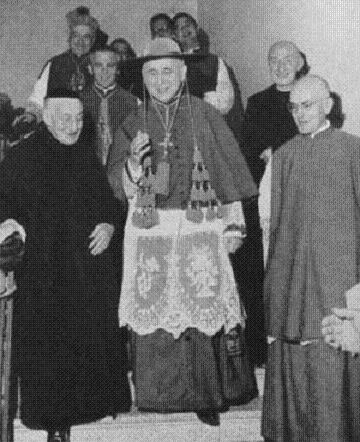
Mons. Giovanni Colombo v arcibiskupském galeru (zelená barva s 20 střapci).

Speciální typ pastýřského klobouku je Galero. Italský název Galèro cardinalizio označuje klobouk, který používali kardinálové (zvláště ve středověku). Na rozdíl od Saturna, Galero se používalo i v liturgii.
Barva kardinálského galera je červená. Má velmi široké okraje dosahující dokonce až obrys ramen kardinála. Galèro cardinalizio má bohatě zdobené střapce, tak jak je zachycuje církevní heraldika.
Galero existuje i ve variantách pro arcibiskupy nebo biskupy.
Běžné praktické užití galera v církvi po II. vatikánském koncilu je řídké. Před koncilem bylo však důležitým symbolem hodnosti.

### Heraldika
Galero má široké uplatnění v církevní heraldice. Zde je použití symbolu pastýřského klobouku (galera) stylizováno a hodnostní označení podle barev a střapců jsou precizována podle právních podkladů.